# Palgrave
Palgrave – wieś w Anglii, w hrabstwie Suffolk, w dystrykcie Mid Suffolk. Leży 34 km na północ od miasta Ipswich i 128 km na północny wschód od Londynu. Miejscowość liczy 780 mieszkańców.